# Comuna Archiș, Arad
Archiș (în maghiară: Bélárkos, în germană: Sächsisch Erkes) este o comună în județul Arad, Crișana, România, formată din satele Archiș (reședința), Bârzești, Groșeni și Nermiș.

## Obiective turistice
- Biserica Ortodoxă "Cuvioasa Paraschiva" din satul Groșeni, construită în anul 1725
- Rezervația naturală "Pădurea seculară de fag"
- Trasee montane în Munții Codru-Moma

## Demografie
Componența etnică a comunei Archiș
     Români (94,3%)
     Romi (1,28%)
     Alte etnii (0,38%)
     Necunoscută (4,05%)
Componența confesională a comunei Archiș
     Ortodocși (63,47%)
     Baptiști (13,8%)
     Adventiști (7,43%)
     Penticostali (6,45%)
     Alte religii (4,2%)
     Necunoscută (4,65%)
Conform recensământului efectuat în 2021, populația comunei Archiș se ridică la 1.333 de locuitori, în scădere față de recensământul anterior din 2011, când fuseseră înregistrați 1.515 locuitori. Majoritatea locuitorilor sunt români (94,3%), cu o minoritate de romi (1,28%), iar pentru 4,05% nu se cunoaște apartenența etnică. Din punct de vedere confesional, majoritatea locuitorilor sunt ortodocși (63,47%), cu minorități de baptiști (13,8%), adventiști (7,43%), penticostali (6,45%) și altele (2,33%), iar pentru 4,65% nu se cunoaște apartenența confesională.

## Politică și administrație
Comuna Archiș este administrată de un primar și un consiliu local compus din 9 consilieri. Primarul, Nicolae Valea[*], de la Partidul Social Democrat, este în funcție din 1996. Începând cu alegerile locale din 2024, consiliul local are următoarea componență pe partide politice:
|  | Partid                          | Consilieri | Componența Consiliului | Componența Consiliului | Componența Consiliului | Componența Consiliului | Componența Consiliului |
|  | ------------------------------- | ---------- | ---------------------- | ---------------------- | ---------------------- | ---------------------- | ---------------------- |
|  | Partidul Social Democrat        | 5          |                        |                        |                        |                        |                        |
|  | Partidul Național Liberal       | 3          |                        |                        |                        |                        |                        |
|  | Alianța pentru Unirea Românilor | 1          |                        |                        |                        |                        |                        |